# Devil’s Bell
Devil’s Bell (englisch Glocke des Teufels) ist das siebte Studioalbum der norwegischen Hard-Rock-Band Audrey Horne. Es erschien am 22. April 2022 über Napalm Records.

## Entstehung
Im März 2020 mussten Audrey Horne ihre Tour mit Formosa und Magick Touch wegen der COVID-19-Pandemie vorzeitig abgebrechen. Laut Sänger Torkjell Rød nutzten die Musiker die Auszeit, um ihre Akkus neu aufzuladen. Da die Band seit nunmehr 20 Jahren besteht und sie für keines der Bandmitglieder ein Vollzeitjob darstellt hätte diese Auszeit den Musikern gut getan. Torkjell Rød wurde darüber hinaus noch Vater einer Tochter. Im Oktober 2021 erklärte der Gitarrist Arve Isdal, dass die Band an einem neuen Studioalbum arbeitet. Die neue Musik fiel laut Sänger Torkjell Rød bewusst härter und dunkler als die vorherigen Alben aus. Die Songstrukturen wären etwas komplexer und die Lieder wären insgesamt länger. 
Die Band wollte ein Album schreiben, das das organische Gefühl von Alben der 1970er und 1980er Jahre mit einem moderneren Sound verbindet. Statt auf Gitarrensoli setzten die Musiker mehr auf zweistimmige Gitarren. Darüber hinaus nahm die Band mit Return to Grave Valley erstmals in ihrer Bandkarriere ein Instrumental auf. Torkjell Rød wollte für dieses Lied bewusst keinen Text schreiben, da ihm das Lied in seiner instrumentalen Form bereits gefiel. Die Band nahm das komplette Album in Eigenregie auf. Devil’s Bell wurde vom Gitarristen Arve Isdal produziert und von Herbrand Larsen gemischt.
Am 15. Februar 2022 kündigte die Band das Album an und veröffentlichte gleichzeitig ein Musikvideo für das Titellied, bei dem Francisco Munoz Regie führte. Das zweite Musikvideo folgte am 21. März 2022 für das Lied Danse Macabre. Schließlich wurde am 20. April 2022 für das Lied Animal das dritte Musikvideo veröffentlicht. Das Albumcover wurde vom Sänger Torkjell Rød entworfen und zeigt einen Glockenturm.

## Hintergrund
Laut Sänger Torkjell Rød würde der Begriff Dunkelheit eine übergeordnete Rolle auf Devil’s Bell spielen. Sowohl die COVID-19-Pandemie als auch der Zustand der Welt hätten die Musiker beeinflusst. Die Menschheit wäre zwar „sehr weit gekommen, hat sich aber dabei nur wenig entwickelt“. In dem ersten Titel Ashes to Ashes wird der schwierige Umgang mit den eigenen Dämonen thematisiert.

„Ich habe viele Freunde und Bekannte, die täglich damit zu kämpfen haben. Man muss offen reden. Wer diese Gedanken in sich ansammelt, wird darin ertrinken.“

Das Titellied Devil’s Bell handelt davon, wie die Menschen andere Menschen behandeln, die anders sind und deshalb nicht als normal betrachtet werden. Den Titel des Liedes hat Torkjell Rød einem Gedicht entnommen, in dem es um einen Mann geht, der eine Glocke aufhängt, um seine Mitmenschen vor Gefahren zu warnen. Allerdings wird diese Glocke von einer anderen Person zerstört, die nicht möchte, dass andere gewarnt werden. Dieses Bild könne man auf die heutige Politik übertragen. Die Leute, die eine Glocke läuten wollen, werden davon abgehalten und zum Verstummen gebracht.

## Rezeption

### Rezensionen
Peter Kubaschk vom Onlinemagazin Powermetal.de hob die beiden Singles hervor, die „das neue Werk auf fantastische Weise repräsentieren“. Das Quintett würde „all seine Trümpfe ausspielen: die herausragende Gitarrenarbeit, tolle Melodien und Gesangslinien, starke Rhythmusarbeit und eingägige Refrains“. Kubaschk vergab neun von zehn Punkte. Laut Markus Endres vom deutschen Onlinemagazin Metal.de bündelt die Band „all ihre Stärken, um aus ihren klassischen Einflüssen zeitlosen, mitreißenden Hard Rock/Metal voller toller, erstklassig arrangierter Hits voll hymnenhafter Melodie zu präsentieren, die sich schnell im Ohr festsetzen“. Für ein „erneut starkes Album“ vergab Endres acht von zehn Punkten. Frank Thiessies vom deutschen Magazin Metal Hammer lobte die Band für die „geschmackvolle Gitarrenarbeit“ und für ihr „nicht abzusprechendes Hit-Know-how“. Allerdings würden sich Audrey Horne „einer echten musikalischen Identitätsfindung immer weiter entziehen“, wofür Thiessies vier von sieben Punkte vergab.

### Chartplatzierungen
| ChartsChartplatzierungen | Höchstplatzierung | Wochen |
| ------------------------ | ----------------- | ------ |
| Deutschland (GfK)        | 19 (1 Wo.)        | 1      |
| Schweiz (IFPI)           | 16 (1 Wo.)        | 1      |

### Bestenlisten
| Publikation | Liste                               | Werk         | Platz |
| ----------- | ----------------------------------- | ------------ | ----- |
| Metal.de    | Die 50 besten Alben des Jahres 2022 | Devil’s Bell | 24    |